# Ishaq Abrabanel
Isaac Abrabanel o Iṣḥaq Abrabanel (Isaac ben Yehuda de Abrabanel / יצחק בן יהודה אברבנאל, Lisboa, 1437 - Venecia, 1508) fou un teòleg, comentarista bíblic, empresari i polític jueu. Fou tresorer d'Alfons V de Portugal i després estigué al servei del Regne de Castella. Finançà, juntament amb Abraham Senior, la guerra de Granada. El 1492 s'establí a Nàpols i el 1503 a la cort dels ducs de Venècia. És autor de nombrosos tractats de filosofia, d'apologètica, de misticisme i d'exegesi messiànica. Fou el pare del conegut filosof Lleó Hebreu.
La Família jueva Abrabanel residia a Sevilla essent una de les famílies més destacades, arran de la persecució i matances que se succeïren l'any 1391, Samuel Abrabanel, avi d'Issac, que havia estat tresorer d'Enric II i de Joan I de Castella, emigrà amb la família cap a Portugal.

## Biografia
Ishaq fou pupil de Yossef Chaim, rabí de Lisboa. Fou ensinistrat en el Talmud i la literatura rabínica, així com en diferents branques del coneixement secular, en tots els camps adquirí una gran mestria i domini. Quant comptava vint anys ja havia escrit vers la naturalesa dels elements naturals, qüestions religioses i profètiques, etc. Així mateix la seva capacitat per als negocis i les seves habilitats com a polític varen cridar l'atenció d'Alfons V, de qui es va guanyar ràpidament la confiança i el nomenà el seu tresorer, càrrec que mantindria fins a l'any 1481, a la mort d'Alfons.
Malgrat la seva alta posició i la gran riquesa que havia heretat del seu pare, Isaac no descuidà els seus germans menys afavorits. Quan Arzila, al Marroc, va ser capturada pels moros i els jueus captius van ser venuts com a esclaus, va contribuir en gran manera en els fons necessaris a alliberar-los, tot iniciant, personalment, una col·lecta per tot Portugal. També va escriure al seu potentat amic, Jehiel de Pisa, en nom dels captius, per tal de socorre'ls.
L'any 1483 Joan II, fill i successor d'Alfons V, el feu partícip del complot orquestrat per Joan I Duc de Bragança en contra seu. Ishaq es veu obligat a abandonar Portugal, tot fugint per salvar la seva vida, i la seva fortuna és confiscada pèl rei. Ishaq s'exilia a Castella, on residí primer a Plasència, i posteriorment a Alcalá de Henares i Guadalajara, Finalment s'assentà a Toledo.
Ja a Toledo, Ishaq es dedicà a estudiar els escrits bíblics, en el decurs de sis mesos produeix una extensa obra de comentaris. Poc després i junt amb l'influent Abraham Senior, de Segòvia, inicià un seguit de relacions amb la corona castellana per tal de proveir les tropes d'aliments, en el decurs de la guerra contra Granada. Com succeí a Portugal, Isaac es guanyà la confiança dels reis, allí arribà a prestar grans quantitats de diners per tal de finançar la guerra contra Granada.
Es negà a convertir-se al cristianisme quan els reis catòlics promulgaren l'Edicte de Granada, el 1492, el qual disposava l'expulsió del jueus dels territoris governats per aquests. Ishaq, havia intentat, inútilment, emprar la seva influència sobre na Isabel per tal d'evitar la promulgació d'aquest edicte, arribant a oferir la suma de 30.000 ducats perquè no es promulgués l'edicte.
Abrabanel procurà diverses vegades, a finals de segle, que els reis revoquessin l'edicte gastant gran part de la seva fortuna personal per tal d'aconseguir que als jueus se'ls permetés romandre als regnes de Castella i Aragó. S'afirma que arribà a oferir 600.000 corones als reis per tal que deroguessin l'edicte i que aquesta quantitat feu dubtar Ferran. Amb tot els reis no acceptaren l'oferta degut a la intervenció de Torquemada, l'inquisidor general, el qual davant la presència reial, llençà un crucifix als peus dels reis i els preguntà si, com feu Judes Iscariot amb Jesús, trairien al seu senyor per diners.
Novament exiliat s'instal·là al Regne de Nàpols entrant al servei de Ferran I de Nàpols i del seu successor Alfons II. Quan Nàpols fou envaït per Carles VIII de França, Abrabanel hagué de tornar a exiliar-se, aquest cop a Sicília junt amb Alfons II. Posteriorment residí a Corfú, a la ciutat de Monopoli, en el nord d'Àfrica, i per acabar a Venècia, on morí el 1508, essent enterrat a Pàdua.

## Obra
La majoria dels treballs coneguts d'Abrabanel són dels seus últims anys de la seva vida, a causa de les seves desventures, trobava més plaer en col·lectar i posar en ordre els seus pensaments. Abrabanel coneixia les filosofies de Plató i Aristòtil, i és sovint catalogat entre els filòsofs jueus. La seva filosofia, no obstant, és més dirigida a defendre les seves conviccions religioses. No es pot dir que hagi escrit cap treball filosòfic professionalment, amb la possible excepció d'un tractat juvenil sobre els elements; Els seus punts de vista al respecte han estat recopilats en diversos tractats teològics i exegètics.
Com a teòleg i apologista Abrabanel es veu a si mateix com a apòstol del corrent jueu ortodox més rígid, i no dubta a oposar-se a Maimònides quan, posteriorment, sembla en deixar el pensament tradicionalista.
En l'àrea d'exegesi bíblica, Abrabanel té el mèrit d'haver-se avançat molt al seu temps, i d'haver considerat, sistemàticament, no només la lletra del text sagrat, sinó també les personalitats dels seus autors, el seu propòsit i el seu entorn. Cada comentari és acompanyat amb un prefaci, en el qual, aquestes preguntes preliminars són comentades.
La seva familiaritat amb autors cristians i el seu coneixement de la vida cortesana, unit a un extens coneixement i poder d'observació, el capacitaren eminentment per a la tasca d'intèrpret bíblic.
D'Abrabanel s'ha conservat un comentari sobre el Deuteronomi; dels quatre primers llibres de la Pentecosta; i dels primers i últims Profetes. Aquests escrits han estat ben considerats tant per jueus com per cristians i se n'han fet diverses edicions. Molts d'ells foren traduïts al llatí.
Altres treballs seus foren:
- "La corona dels ancestres"
- "La cúspide de la fe"
- "La font de la salvació", en forma d'un comentari de Daniel
- "Anunciació salvadora del Messies"
- "L' herald de la salvació ", en el qual es compilen i s'expliquen tots els texts messiànics

Aquestes obres foren escrites majoritàriament en castellà, de forma clara, refinada, tot i que alguna vegada es nota l'influància difosa de l'hebreu modern.